# Ihr seid natürlich eingeladen
Ihr seid natürlich eingeladen ist eine deutsche Fernseh-Filmkomödie von Thomas Nennstiel aus dem Jahr 2018 mit Andrea Sawatzki und Axel Milberg in den Hauptrollen. Der Film basiert wie schon die beiden Vorgängerfilme Tief durchatmen, die Familie kommt (2015) und Von Erholung war nie die Rede (2017) auf den Bundschuh-Büchern von Andrea Sawatzki. Im Dezember 2019 folgt eine vierte Verfilmung unter dem Titel Wir machen Abitur.

## Handlung
Familie Bundschuh ist in Trauer. Gundulas Vater Edgar ist nach jahrelanger Demenz gestorben. Aus diesem Anlass ist auch Geralds und Gundulas ältester Sohn Rolfi extra aus Amerika gekommen, wo er seit einigen Jahren studiert. Edgars Witwe dankt allen, die gekommen sind, lässt aber keinen Zweifel daran, dass ihr die Familie nur auf die Nerven geht. 
In dieser Situation eröffnet Rolfi, dass er nächste Woche hier in Berlin heiraten werde und die Familie natürlich eingeladen ist. Die Bundschuhs kennen allerdings seine Freundin aus Amerika noch nicht, doch wollen sie die Hochzeit ihres Sohnes feiern. Seine Mutter Gundula organisiert kurzerhand ein Gartenfest. Seine Tante Rose ist beruhigt, als Rolfi erklärt, später in Amerika auch kirchlich heiraten zu wollen. Sie will mit ihrem Hadi nicht erst nach Hause fahren, sondern bis zur Hochzeit in Berlin bleiben. Mutter Gundula ahnt, dass sich ihre nervigen Verwandten bis dahin bei ihr einnisten werden. Auch die ganze Vorbereitungsarbeit wird an ihr hängen bleiben. Nachdem sie ihr wertvolles Familienporzellan hervorholt und ein großes Partyzelt organisiert hat, reserviert sie zusammen mit Gerald im Hotel dreizehn Zimmer, denn so viele Gäste sollen angeblich aus Amerika anreisen. 
Zum Empfang steht die ganze Familie zu Hause Spalier, als eine weiße Stretchlimousine vorfährt. Zu ihrem Entsetzen ist Rolfis Braut Candy eine hochschwangere Schwarze und es kommen auch keine dreizehn, sondern nur drei: Candy, ihr Vater Reginald und dessen Haushälterin Consuela. Gerald hatte die Anzahl der Gäste mit dem Ankunftstag verwechselt. Zum gegenseitigen Kennenlernen trifft sich die ganze Familie mit ihren Gästen zu einem Brunch, was nicht wirklich harmonisch verläuft. Auch beim gemeinsamen Kaffeetrinken wird die Stimmung nicht besser. Gundula verärgert ihre Mutter, ihre Schwiegermutter Susanne benimmt sich mit jedem Tropfen Alkohol peinlicher, und Rose himmelt mehr und mehr den stattlichen Reginald an. Dieser telefoniert sehr häufig mit jemandem in Amerika und scheint dabei sehr aufgeregt. 
Ricarda will erfahren haben, dass die Shoemakers pleite sind und Candy keineswegs eine reiche Partie für ihren Bruder ist. Gerald macht sogleich einen Finanzplan mit seinem Sohn und bezweifelt, dass er als einfacher Student das Ganze stemmen kann. Zum Abend, dem Polterabend, entspannt sich die Situation ein wenig, als Gerald und Reginald ihre gemeinsame Leidenschaft für Musik entdecken. Auch Rose nutzt die Musik und tanzt den ganzen Abend nur mit Candys Vater. In einem unbeobachteten Moment beginnt allerdings die Hecke neben dem Grill zu brennen und die Nachbarn alarmieren die Feuerwehr, weil ihr Schuppen dabei zerstört wird. Damit ist der Polterabend offiziell beendet. Da auch wegen des Lärms die Polizei gerufen wurde, erklären die Beamten, dass alle Gäste, die hier nicht wohnhaft seien, umgehend das Grundstück zu verlassen hätten. So ziehen alle kurzerhand ins Hotel, da hier ja genug Zimmer reserviert sind. Rose hat nun nichts besseres zu tun, als sich in Reginalds Zimmer zu schleichen, Gerald findet sein Zimmer nicht wieder und landet aus Versehen bei seinem Schwager Hadi im Bett.
Am nächsten Tag soll nun die Hochzeit stattfinden. Da nicht alle in die Limousine passen, fährt Rolfi mit der schwangeren Candy auf dem Motorroller zum Standesamt. Der Rest der Gesellschaft fährt sich derweil mit dem großen Wagen am Straßenrand fest und alle müssen nun zu Fuß weiter. Gundula ruiniert dabei ihr Festkleid, aber alle kommen rechtzeitig beim Standesamt an. 
Dennoch platzt die Hochzeit, denn nach einem erneuten Telefonat Reginalds kommt es zum Streit zwischen ihm und seiner Tochter. Rolfi muss erkennen, dass er Candy doch nicht heiraten will. Er hatte sich in Amerika auf der Stelle in Candy verliebt, als der Vater ihres Kindes sie sitzen gelassen hatte. Reginald hatte die ganze Zeit versucht, Candys Exfreund zum Einlenken zu bewegen, was ihm am Ende gelungen ist. Beide Familien sind glücklich mit dem Ausgang des Tages, denn am Ende ist eigentlich alles gut. Einzig Rose scheint ein Problem zu haben, denn sie stellt nach einigen Wochen fest, dass sie schwanger ist und sich fragt, wer wohl der Vater ihres Kindes ist.

## Produktionsnotizen
Die Dreharbeiten fanden vom 12. September 2017 bis zum 13. Oktober 2017 in Berlin und Umgebung statt. Die Fernseh-Erstausstrahlung erfolgte am 28. Mai 2018 zur Hauptsendezeit im ZDF.

## Rezeption

### Einschaltquote
Ihr seid natürlich eingeladen erreichte bei seiner Erstausstrahlung am 28. Mai 2018 im ZDF insgesamt 5,28 Millionen Zuschauern zur Primetime und sicherte sich mit diesen 20,1 Prozent Marktanteil den Tagessieg. Bei den 14- bis 49-Jährigen kam der Film auf 9,4 Prozent Marktanteil.

### Kritik
Tilmann P. Gangloff von tittelbach.tv befand: „Schon die ersten beiden Verfilmungen der heiteren Familienromane von Andrea Sawatzki waren eine Gratwanderung am Rand des Abgrunds zur Klamotte. Mit neuem Autor und unter anderer Regie funktioniert der Balanceakt beim dritten Film jedoch nicht mehr; prompt kippt ‚Ihr seid natürlich eingeladen‘ […] viel zu oft ins Klischee.“ „Die Figuren wirken diesmal nicht mehr überspitzt, sondern bloß noch übertrieben.“
Bei Quotenmeter.de wertete Julian Miller: Es „verdeutlicht dieser Film – wenn vielleicht auch nicht so intendiert – anhand der Familie Bundschuh, was wir als Gesellschaft noch vor uns haben. Denn dass es sich bei der Schwiegerfamilie-in-spe um Afroamerikaner handelt, ist nicht so sehr der Ausgangspunkt für eine betont muntere Culture-Clash-Komödie, sondern dient eher als Katalysator, um innerhalb der Familie Bundschuh Konflikte zu schaffen, die dann ein wenig komödiantisch unterfüttert werden soll“.
Heike Huperzt von der FAZ meinte: „Gundula Bundschuh und ihre Mischpoke stolpern, wie gehabt, von einer Kalamität in die nächste, dieses Mal aber völlig ohne Charme oder Verstand. Publikumslieblinge oder Volksschauspieler […] spielen in ‚Ihr seid natürlich eingeladen‘ eine hysterisierte Form ihrer besten Rollen. Die Prämissen sind überaus schlicht: Ausnahmslos alles muss die schlimmstmögliche Slapstickwendung nehmen, aber egal, Mutti ist eh die Beste, weil sie die Familie zusammenhält. Wer sich das bis zum Ende antun möchte, muss ein extrem loyaler Fan von Andrea Sawatzki sein.“
Bei der Frankfurter Rundschau schrieb Harald Keller: „Die meisten Gags sieht man kommen.“ „Es wurde beim Schreiben immer nur bis zum nächsten Gag gedacht. Das gilt dann leider auch für die anklingenden ernsteren Themen wie Trauerbewältigung, latenten und offenen Rassismus, Sexualprobleme.“ Die als Witzfiguren aufgestellten Akteure erscheinen „belächelnswert plump, zänkisch, trunksüchtig, manchmal unfassbar dumm.“